# Polityka Energetyczna Polski do 2030 roku
Polityka Energetyczna Polski do 2030 roku – to strategia państwa, która zawiera rozwiązania wychodzące naprzeciw najważniejszym wyzwaniom polskiej energetyki zarówno w perspektywie krótkoterminowej, jak i do 2030 roku. Dokument ten został przyjęty przez Radę Ministrów w dniu 10 listopada 2009 r.
Dokument został opracowany zgodnie z art. 13–15 ustawy – Prawo energetyczne.

## Struktura dokumentu
Sam dokument liczy 29 stron, a dodatkowo towarzyszą mu 4 załączniki:
- Załącznik 1. Ocena realizacji polityki energetycznej od 2005 roku
- Załącznik 2. mg.gov.pl. [zarchiwizowane z tego adresu (2012-12-02)].. Prognoza zapotrzebowania na paliwa i energię do 2030 roku
- Załącznik 3. mg.gov.pl. [zarchiwizowane z tego adresu (2015-06-20)].. Program działań wykonawczych na lata 2009–2012
- Załącznik 4. Wnioski ze strategicznej oceny oddziaływania polityki energetycznej na środowisko.

## Główne postanowienia
Zgodnie z „Polityką energetyczną Polski do 2030 roku” udział odnawialnych źródeł energii w całkowitym zużyciu w Polsce ma wzrosnąć do 15% w 2020 roku i 20% w roku 2030. Planowane jest także osiągnięcie w 2020 roku 10% udziału biopaliw w rynku paliw.
Najnowsza wersja projektu „Polityka energetyczna Polski do 2030 roku” pozwala sądzić, że rząd ponownie otwiera drogę dla polskiej elektrowni atomowej, której pierwsza realizacja (w Żarnowcu) nie została ukończona.